# Тимон (Мараньян)

Тимон на карте штата.

Тимон (порт. Timon) — муниципалитет в Бразилии, входит в штат Мараньян. Составная часть мезорегиона Восток штата Мараньян. Входит в экономико-статистический микрорегион Кашиас. Население составляет 155 460 человек на 2010 год. Занимает площадь 1764,610 км². Плотность населения — 88,10 чел./км².

## Демография
Согласно сведениям, собранным в ходе переписи 2010 г. Национальным институтом географии и статистики (IBGE), население муниципалитета составляет:
| Полное население                               | Полное население                               | Полное население                               | Полное население                               | 155 460 |
| ---------------------------------------------- | ---------------------------------------------- | ---------------------------------------------- | ---------------------------------------------- | ------- |
| в том числе:                                   | Городское население                            | 135 133                                        | Процент городского населения, %                | 86,92   |
|                                                | Сельское население                             | 20 327                                         | Процент сельского населения, %                 | 13,08   |
|                                                | Мужское население                              | 75 561                                         | Процент мужского населения, %                  | 48,60   |
|                                                | Женское население                              | 79 899                                         | Процент женского населения, %                  | 51,40   |
| Плотность населения, чел/км²                   | Плотность населения, чел/км²                   | Плотность населения, чел/км²                   | Плотность населения, чел/км²                   | 88,10   |
| Население муниципалитета в % к населению штата | Население муниципалитета в % к населению штата | Население муниципалитета в % к населению штата | Население муниципалитета в % к населению штата | 2,36    |

По данным оценки 2016 года, население муниципалитета составляет 164 869 жителей.

## Статистика
- Валовой внутренний продукт на 2004 год составляет 261 124 000,00 реалов (данные: Бразильский институт географии и статистики).
- Валовой внутренний продукт на душу населения на 2004 год составляет 1851,00 реал (данные: Бразильский институт географии и статистики).
- Индекс развития человеческого потенциала на 2000 год составляет 0,655 (данные: Программа развития ООН).

## География
Климат местности: экваториальный.